# Kalypso Media
Die Kalypso Media Group GmbH ist ein unabhängiger  Publisher, Entwickler und Vermarkter von interaktiver Unterhaltungs-Software mit mehr als 200 Angestellten an zehn Standorten in Deutschland, England, Frankreich, den Vereinigten Staaten und Japan.
Zur Unternehmensgruppe gehören die Kalypso Media Group GmbH in Worms, Kalypso Media UK Ltd. in Bracknell, Kalypso Media USA Inc. im Großraum Seattle, Kalypso Media Japan in Tokio, Kasedo Games Ltd. mit Sitz in Großbritannien sowie Bulwark Studios in Frankreich. Außerdem verfügt das Unternehmen mit den Realmforge Studios (München), Claymore Games Studios (Darmstadt) und den Gaming Minds Studios (Gütersloh/Paderborn) über vier eigene Entwicklungsstudios. Mit einem starken Fokus auf Strategiespiele für ein globales Publikum auf allen modernen Plattformen umfasst das IP-Portfolio der Kalypso Media Group international beliebte Spiele-Reihen wie Tropico, Commandos, Port Royale, Dungeons, Sudden Strike und Railway Empire. Die jüngsten Veröffentlichungen von Kalypso Media sind The Inquisitor, DarkStar One - Nintendo Switch Edition™ und Commandos: Origins.

## Geschichte
Kalypso Media wurde im Sommer 2006 von Simon Hellwig und Stefan Marcinek in Worms gegründet. Bereits ein Jahr nach der Gründung, im Sommer 2007, wurde eine Niederlassung in Bracknell in Großbritannien und im Juni 2009 auch eine Niederlassung in Baltimore in den USA gegründet. Die ebenfalls im Sommer 2009 in Großbritannien gegründete Kalypso Media Digital Ltd. ist für die Onlinevermarktung von eigenen Spielen und Produkten anderer Anbieter zuständig.
Kalypso Media unterhält mehrere eigene Entwicklungsstudios. Im November 2008 gründete Kalypso das Tochterunternehmen Realmforge Studios GmbH mit Sitz in München. Boxed Dreams, Entwickler des Adventures Ceville, wurde dabei vollständig in das neue Unternehmen integriert. Nachdem der bekannte Computerspiele-Entwickler Ascaron aus Gütersloh im Juni 2009 Insolvenz anmeldete, gründete Kalypso die Gaming Minds Studios GmbH, ebenfalls mit Sitz in Gütersloh, bei der 15 ehemalige Mitarbeiter von Ascaron übernommen wurden. Kalypso hatte auch die Markenrechte an vielen Spielereihen von Ascaron erworben, die nun von Gaming Minds weiterentwickelt werden. Nachdem der Berliner Spielehersteller The Games Company im Juli 2010 Insolvenz anmelden musste, übernahm Kalypso im September die Rechte an einigen Marken des insolventen Unternehmens (u. a. Demonicon & Uciti). 17 Mitarbeiter des ebenfalls zu The Games Company gehörenden Studios Silver Style Entertainment wurden ebenfalls übernommen und arbeiteten im neugegründeten Berliner Studio Noumena Studios. 2014 wurden die Noumena Studios in Skilltree Studios umbenannt, 2016 wurde das Studio geschlossen.
Von März 2013 bis mindestens August 2014 veröffentlichte Kalypso in unregelmäßigen Abständen (alle vier bis sechs Wochen) über iTunes einen eigenen Podcast, genannt „KalypsoCast“. Ab der elften Ausgabe vom November 2013 gab es den Podcast auch als Videocast auf Youtube. Regelmäßige Gäste waren der damalige Kalypso-Geschäftsführer Stefan Marcinek, PR-Manager Bernd Berheide sowie die Producer bzw. Produktmanager Christian Schlütter, Timo Thomas und Dennis Blumenthal. Im April 2014 wurde die Kalypso Media Mobile GmbH mit Sitz in Berlin gegründet. Erste Mobile- und Tabletspiele erschienen ab Mai 2015.
Im Januar 2016 verkaufte Stefan Marcinek seine Anteile an Kalypso Media und verließ das Unternehmen, sodass Simon Hellwig alleiniger Gesellschafter wurde. Seit Juli 2018 gehören alle Rechte an den Titeln der Pyro Studios (Commandos, Imperial Glory, Praetorians) zum Portfolio der Kalypso Media Group. Rückwirkend zum Januar 2020 stockte Kalypso seine Anteile an den Gaming Minds Studios von 60 auf 100 % auf. Im April gründete das Unternehmen weiterhin für die Fortführung der Commandos-Reihe in Darmstadt die Claymore Game Studios. Im Dezember 2020 übernahm Kalypso schließlich auch die restlichen Anteile an Realmforge Studios, an denen das Unternehmen zuvor ebenfalls 60 % gehalten hatte. Im selben Zug wurde dem Studio die Verantwortung für die Weiterentwicklung der Tropico-Reihe übertragen. Im Mai 2021 gab Kalypso Media die Mehrheitsbeteiligung von Kasedo Games an Bulwark Studios bekannt, wodurch das französische Entwicklerstudio Teil der Kalypso Media Group wurde. Im Oktober 2022 verstarb Kalypso-Inhaber Simon Hellwig. Die Leitung des Unternehmens übernahm seine bisherige Co-Geschäftsführerin Anika Thun.
2023 war das Unternehmen mit 9,2 Millionen Euro zweitgrößter Empfänger bundesdeutscher Fördermittel für Spieleentwickler.
Im Januar 2024 transferierte Kalypso Media die Nine Worlds Studios in das hauseigene Entwicklerteam der Gaming Minds Studios, die fortan um die Entwicklung des neuesten Teils der Tropic-Reihe verantwortlich zeichnen. Im April 2024 erhielt Kalypso Media die Auszeichnung ‚Top-Innovator‘ und zählte zu den 100 innovativsten Unternehmen ihrer Größe.
Im März 2025 gab Kalypso Media bekannt, gemeinsam mit Humble Bundle insgesamt 77.000 $ für den guten Zweck gesammelt zu haben, um gemeinnützige Projekte wie Oceana, One Tree Planted, Child’s Play, WWF und ‚Movember‘ zu unterstützen.

## Veröffentlichte Spiele (Auswahl)
| Jahr | Spiel                                              | Studio                             | Genre                                         | Plattformen                                                                                      |
| ---- | -------------------------------------------------- | ---------------------------------- | --------------------------------------------- | ------------------------------------------------------------------------------------------------ |
| 2007 | Galactic Civilizations II (Ultimate Edition)       | Stardock Entertainment             | Strategie                                     | Windows                                                                                          |
| 2007 | Jack Keane                                         | Deck13, 10tacle Studios            | Adventure                                     | Windows                                                                                          |
| 2007 | Penumbra                                           | Frictional Games                   | Adventure                                     | Windows                                                                                          |
| 2007 | Star Assault                                       | GamesArk                           | Action                                        | Windows                                                                                          |
| 2007 | Theatre of War                                     | 1C                                 | Strategie                                     | Windows                                                                                          |
| 2007 | Weird Wars                                         | Mirage Interactive                 | RPG                                           | Windows                                                                                          |
| 2008 | Agon: The Lost Sword of Toledo                     | Private Moon Studios               | Adventure                                     | Windows                                                                                          |
| 2008 | Imperium Romanum                                   | Haemimont Games                    | Strategie                                     | Windows                                                                                          |
| 2008 | Sins of a Solar Empire                             | Ironclad Games                     | Strategie                                     | Windows                                                                                          |
| 2008 | The Political Machine 2008                         | Stardock Entertainment             | Simulation                                    | Windows                                                                                          |
| 2009 | Gobliiins 4                                        | Société Pollene                    | Adventure                                     | Windows                                                                                          |
| 2009 | Napoleon’s Campaigns                               | AGEOD                              | Strategie                                     | Windows                                                                                          |
| 2009 | Tropico 3                                          | Haemimont Games                    | Wirtschaftssimulation                         | Windows, Xbox 360                                                                                |
| 2009 | Grand Ages: Rome                                   | Haemimont Games                    | Aufbau-Strategie                              | Windows                                                                                          |
| 2009 | Officers                                           | GFI Software                       | Echtzeit-Strategiespiel                       | Windows                                                                                          |
| 2009 | Dawn of Magic II                                   | SkyFallen                          | Action-Rollenspiel                            | Windows                                                                                          |
| 2009 | Restaurant Empire II                               | Enlight Software                   | Wirtschaftssimulation                         | Windows                                                                                          |
| 2009 | Race On                                            | SimBin Studios                     | Rennspiel                                     | Windows                                                                                          |
| 2009 | Crazy Machines                                     |                                    | Puzzle                                        | Windows                                                                                          |
| 2009 | Ceville                                            | Realmforge Studios                 | Point-and-Click-Adventure                     | Windows                                                                                          |
| 2010 | Patrizier 4                                        | Gaming Minds Studios               | Wirtschaftssimulation                         | Windows                                                                                          |
| 2010 | Disciples III – Renaissance                        | Akella, .dat                       | Rundenbasiertes Strategiespiel                | Windows                                                                                          |
| 2010 | Darkstar One – Broken Alliance                     | Ascaron                            | Weltraum-Action                               | Xbox 360                                                                                         |
| 2010 | Tropico 3 – Absolute Power                         | Haemimont Games                    | Wirtschaftssimulation                         | Windows                                                                                          |
| 2010 | Pole Position 2010                                 | destraX Entertainment Software     | Rennsport-Managementsimulation                | Windows                                                                                          |
| 2010 | M.U.D. TV                                          | Realmforge Studios                 | Wirtschaftssimulation                         | Windows                                                                                          |
| 2010 | Cultures – Online                                  | Funatics                           | Echtzeit-Strategiespiel, Aufbauspiel          | Windows                                                                                          |
| 2011 | Airline Tycoon 2                                   | b-Alive                            | Wirtschaftssimulation                         | Windows                                                                                          |
| 2011 | Disciples III – Resurrection                       | Akella, .dat                       | Strategie, Rollenspiel                        | Windows                                                                                          |
| 2011 | Tropico 4                                          | Haemimont Games                    | Städtebausimulation, Strategie, Humor         | Windows, Xbox 360                                                                                |
| 2011 | Elements of War                                    | Lesta Studio                       | Echtzeit-Strategiespiel                       | Windows                                                                                          |
| 2011 | Dungeons                                           | Realmforge Studios                 | Strategie, Simulation, Rollenspiel            | Windows                                                                                          |
| 2011 | Dungeons – The Dark Lord                           | Realmforge Studios                 | Strategie, Simulation, Rollenspiel            | Windows                                                                                          |
| 2011 | The First Templar                                  | Haemimont Games                    | Action, Mittelalter, Abenteuer                | Windows, Xbox 360                                                                                |
| 2012 | Tropico 4: Modern Times                            | Haemimont Games                    | Städtebausimulation, Strategie, Humor         | Windows, Xbox 360                                                                                |
| 2012 | Port Royale 3                                      | Gaming Minds Studios               | Strategie, Handel, Simulation                 | Windows, PlayStation 3, Xbox 360                                                                 |
| 2012 | Legend of Pegasus                                  | Novacore Studios                   | Strategie                                     | Windows                                                                                          |
| 2013 | Rise of Venice                                     | Gaming Minds Studios               | Simulation, Strategie, Handel                 | Windows                                                                                          |
| 2013 | Dark                                               | Realmforge Studios                 | Action, RPG                                   | Windows, Xbox 360                                                                                |
| 2013 | Omerta – City of Gangsters                         | Haemimont Games                    | Simulation, Strategie                         | Windows, macOS, Xbox 360                                                                         |
| 2013 | Das Schwarze Auge: Demonicon                       | Noumena Studios                    | Action, Abenteuer, RPG                        | Windows                                                                                          |
| 2014 | Tropico 5                                          | Haemimont Games                    | Simulation, Strategie, Humor                  | Windows, Linux, macOS, PlayStation 4, Xbox 360, Xbox One                                         |
| 2015 | Grand Ages: Medieval                               | Gaming Minds Studios               | Simulation, Strategie, Mittelalter            | Windows, Linux, macOS, PlayStation 4                                                             |
| 2015 | Crowntakers                                        | Bulwark Studios                    | Indie, RPG, Strategie                         | Windows, Linux, macOS, Android, iOS                                                              |
| 2015 | Dungeons 2                                         | Realmforge Studios                 | Strategie, Dungeon-Management, Fantasy, Humor | Windows, Linux, macOS, PlayStation 4                                                             |
| 2015 | Crookz – The Big Heist                             | Skilltree Studios                  | Simulation, Strategie, Stealth                | Windows, Linux, macOS                                                                            |
| 2016 | Air Conflicts: Double Pack                         | Games Farm s.r.o.                  | Action, Simulation, Flug, Arcade              | PlayStation 4                                                                                    |
| 2016 | Project Highrise                                   | SomaSim                            | Simulation, Strategie, Builder                | Windows                                                                                          |
| 2017 | Urban Empire                                       | Reborn Interactive                 | Simulation, Strategie, Aufbau, Politik        | Windows                                                                                          |
| 2017 | Vikings: Wolves of Midgard                         | Games Farm s.r.o.                  | Action, RPG                                   | Windows, Linux, macOS, PlayStation 4, Windows, Xbox One                                          |
| 2017 | Sudden Strike 4                                    | Kite Games                         | Echtzeit-Strategie, Zweiter Weltkrieg         | Windows, Linux, macOS, PlayStation 4                                                             |
| 2017 | Dungeons 3                                         | Realmforge Studios                 | Strategie, Simulation, Dungeon-Management     | Windows, Linux, macOS, PlayStation 4, Xbox One                                                   |
| 2018 | Railway Empire                                     | Gaming Minds Studios               | Wirtschaftssimulation                         | Windows, Linux, PlayStation 4, Xbox One, Nintendo Switch                                         |
| 2019 | Tropico 6                                          | Limbic Entertainment               | Wirtschaftssimulation, Aufbauspiel            | Windows, macOS, Linux, PlayStation 4, Xbox One                                                   |
| 2020 | Commandos 2 & Praetorians: HD Remaster Double Pack | Yippie Entertainment / Torus Games | Echtzeit-Strategie                            | Windows, Xbox Series X\|S, PlayStation 4, Nintendo Switch                                        |
| 2020 | Immortal Realms Vampire Wars                       | Palindrome Interactive             | Strategie, Rundenbasiert, Action, Management  | Windows, PlayStation 5, Xbox Series X\|S, PlayStation 4, Nintendo Switch                         |
| 2020 | Port Royale 4                                      | Gaming Minds Studios               | Strategische Wirtschaftssimulation            | Windows, Xbox Series X\|S, PlayStation 5, Xbox One, PlayStation 4, Nintendo Switch               |
| 2020 | Commandos 2 - HD Remaster Nintendo Switch Edition  | Yippie Entertainment               | Echtzeit-Strategie                            | Nintendo Switch                                                                                  |
| 2021 | Spacebase Startopia                                | Realmforge Studios                 | Simulation, Management, Strategie             | Windows, Xbox Series X\|S, PlayStation 5, Xbox One, PlayStation 4, Nintendo Switch               |
| 2021 | Disciples: Liberation                              | Frima Studio                       | Aktisches RPG, Strategie                      | Windows, Xbox Series X\|S, PlayStation 5, Xbox One, PlayStation 4                                |
| 2022 | Matchpoint: Tennis Championships                   | Torus Games                        | Sport-Simulation                              | Windows, Xbox Series X\|S, PlayStation 5, Xbox One, PlayStation 4, Nintendo Switch               |
| 2022 | Commandos 3 – HD Remaster                          | Raylight Games                     | Echtzeit-Strategie                            | Windows, Xbox Series X\|S, PlayStation 5, Xbox One, PlayStation 4, Nintendo Switch               |
| 2023 | Tortuga – A Pirate’s Tale                          | Gaming Minds Studios               | Rundenbasierte Taktik, Simulation, Management | Windows, Xbox Series X\|S, Xbox One, PlayStation 5, PlayStation 4                                |
| 2023 | Railway Empire 2                                   | Gaming Minds Studios               | Wirtschaftssimulation                         | Windows, macOS, Linux, Xbox Series X\|S, PlayStation 5, PlayStation 4, Xbox One, Nintendo Switch |
| 2023 | Dungeons 4                                         | Realmforge Studios                 | Strategie, Simulation, Dungeon-Management     | Windows, PlayStation 5, Xbox Series X\|S, Nintendo Switch                                        |
| 2024 | The Inquisitor                                     | The Dust S.A.                      | Dark Fantasy Adventure                        | Windows, Xbox Series X\|S, PlayStation 5                                                         |
| 2024 | DarkStar One – Nintendo Switch Edition             | Engine Software                    | Action Adventure Weltraumsimulation           | Nintendo Switch                                                                                  |
| 2025 | Commandos: Origins                                 | Claymore Game Studios              | Echtzeit-Strategie                            | Windows, Xbox Series X\|S, PlayStation 5                                                         |